# Campionati del mondo di atletica leggera indoor 2025 - Eptathlon
La gara dell'eptathlon maschile dei campionati del mondo di atletica leggera indoor 2025 si è svolta tra il 22 e il 23 marzo 2025 a Nanchino.

## Podio
| Pos.    | Atleta          | Nazionalità | Misura  |
| ------- | --------------- | ----------- | ------- |
| Oro     | Sander Skotheim | Norvegia    | 6475 p. |
| Argento | Johannes Erm    | Estonia     | 6437 p. |
| Bronzo  | Till Steinforth | Germania    | 6275 p. |

## Risultati

### 60 metri piani
La gara dei 60 metri piani si è tenuta il 22 marzo alle 10:04.
| Pos | Batteria | Atleta                 | Nazionalità | Tempo | Punti  | Note                                     |
| --- | -------- | ---------------------- | ----------- | ----- | ------ | ---------------------------------------- |
| 1   | 2        | Till Steinforth        | Germania    | 6"82  | 947 p. |                                          |
| 2   | 1        | Harrison Williams      | Stati Uniti | 6"90  | 918 p. | Miglior prestazione personale            |
| 3   | 2        | Johannes Erm           | Estonia     | 6"94  | 904 p. | Miglior prestazione personale stagionale |
| 4   | 1        | José Fernando Ferreira | Brasile     | 6"94  | 904 p. | Miglior prestazione personale stagionale |
| 5   | 2        | Vilém Stráský          | Rep. Ceca   | 6"95  | 900 p. |                                          |
| 6   | 2        | Pedro de Oliveira      | Brasile     | 6"96  | 897 p. |                                          |
| 7   | 2        | Sander Skotheim        | Norvegia    | 6"97  | 893 p. |                                          |
| 8   | 2        | Zsombor Gálpál         | Ungheria    | 7"01  | 879 p. |                                          |
| 9   | 1        | Heath Baldwin          | Stati Uniti | 7"04  | 868 p. | Miglior prestazione personale stagionale |
| 10  | 1        | Yuma Maruyama          | Giappone    | 7"04  | 868 p. | Miglior prestazione personale            |
| 11  | 1        | Risto Lillemets        | Estonia     | 7"06  | 861 p. |                                          |
| 12  | 1        | Tim Nowak              | Germania    | 7"25  | 796 p. |                                          |

### Salto in lungo
La gara del salto in lungo si è tenuta il 22 marzo alle 10:48.
| Pos | Atleta                 | Nazionalità | 1ª prova | 2ª prova | 3ª prova | Risultato | Punti   | Note                                     | Totale  |
| --- | ---------------------- | ----------- | -------- | -------- | -------- | --------- | ------- | ---------------------------------------- | ------- |
| 1   | Sander Skotheim        | Norvegia    | x        | 8,00 m   | 7,65 m   | 8,00 m    | 1061 p. |                                          | 1954 p. |
| 2   | Johannes Erm           | Estonia     | 7,60 m   | 7,77 m   | 7,58 m   | 7,77 m    | 1002 p. | Miglior prestazione personale stagionale | 1906 p. |
| 3   | Till Steinforth        | Germania    | 7,41 m   | 7,61 m   | 7,59 m   | 7,61 m    | 962 p.  |                                          | 1909 p. |
| 4   | José Fernando Ferreira | Brasile     | 7,06 m   | 7,34 m   | 7,00 m   | 7,34 m    | 896 p.  |                                          | 1800 p. |
| 5   | Pedro de Oliveira      | Brasile     | 6,86 m   | 7,20 m   | 7,15 m   | 7,20 m    | 862 p.  |                                          | 1759 p. |
| 6   | Tim Nowak              | Germania    | 6,92 m   | 7,20 m   | 7,00 m   | 7,20 m    | 862 p.  | Miglior prestazione personale stagionale | 1658 p. |
| 7   | Heath Baldwin          | Stati Uniti | 7,19 m   | x        | 7,00 m   | 7,19 m    | 859 p.  |                                          | 1727 p. |
| 8   | Vilém Stráský          | Rep. Ceca   | 7,03 m   | x        | 7,10 m   | 7,10 m    | 838 p.  |                                          | 1738 p, |
| 9   | Harrison Williams      | Stati Uniti | 7,10 m   | x        | 6,80 m   | 7,10 m    | 838 p.  | Miglior prestazione personale stagionale | 1756 p. |
| 10  | Yuma Maruyama          | Giappone    | 6,90 m   | x        | 6,93 m   | 6,93 m    | 797 p.  |                                          | 1665 p. |
| 11  | Risto Lillemets        | Estonia     | x        | 6,86 m   | x        | 6,86 m    | 781 p.  | Miglior prestazione personale stagionale | 1642 p. |
| 12  | Zsombor Gálpál         | Ungheria    | 6,62 m   | 6,49 m   | 6,62 m   | 6,62 m    | 725 p.  |                                          | 1604 p. |

### Getto del peso
La gara del getto del peso si è tenuta il 22 marzo alle 12:10.
| Pos | Atleta                 | Nazionalità | 1ª prova | 2ª prova | 3ª prova | Risultato | Punti  | Note                                     | Totale  |
| --- | ---------------------- | ----------- | -------- | -------- | -------- | --------- | ------ | ---------------------------------------- | ------- |
| 1   | Heath Baldwin          | Stati Uniti | 15,59 m  | 15,37 m  | 16,00 m  | 16,00 m   | 851 p. | Miglior prestazione personale stagionale | 2578 p. |
| 2   | Zsombor Gálpál         | Ungheria    | 15,63 m  | 14,28 m  | 15,27 m  | 15,63 m   | 828 p. |                                          | 2432 p. |
| 3   | Harrison Williams      | Stati Uniti | 14,50 m  | 14,96 m  | 15,49 m  | 15,49 m   | 820 p. |                                          | 2576 p. |
| 4   | Johannes Erm           | Estonia     | 14,99 m  | x        | 15,27 m  | 15,27 m   | 806 p. |                                          | 2712 p. |
| 5   | Tim Nowak              | Germania    | 14,73 m  | 14,27 m  | 14,50 m  | 14,73 m   | 773 p. |                                          | 2431 p. |
| 6   | Vilém Stráský          | Rep. Ceca   | 14,50 m  | 14,47 m  | 14,71 m  | 14,71 m   | 772 p. | Miglior prestazione personale stagionale | 2510 p. |
| 7   | Sander Skotheim        | Norvegia    | 14,68 m  | 14,41 m  | 14,57 m  | 14,68 m   | 770 p. |                                          | 2724 p. |
| 8   | Risto Lillemets        | Estonia     | x        | 14,64 m  | 14,34 m  | 14,64 m   | 768 p. |                                          | 2410 p. |
| 9   | José Fernando Ferreira | Brasile     | 13,60 m  | 14,50 m  | 14,21 m  | 14,50 m   | 759 p. |                                          | 2559 p. |
| 10  | Till Steinforth        | Germania    | 12,83 m  | 14,36 m  | 14,14 m  | 14,36 m   | 750 p. |                                          | 2659 p. |
| 11  | Yuma Maruyama          | Giappone    | 13,80 m  | x        | 14,17 m  | 14,17 m   | 739 p. | Miglior prestazione personale stagionale | 2404 p. |
| 12  | Pedro de Oliveira      | Brasile     | 12,56 m  | 13,19 m  | 13,61 m  | 13,61 m   | 704 p. |                                          | 2463 p. |

### Salto in alto
La gara del salto in alto si è tenuta il 22 marzo alle 18:37.
| Pos | Atleta                 | Nazionalità | 1,77 m | 1,80 m | 1,83 m | 1,86 m | 1,89 m | 1,92 m | 1,95 m | 1,98 m | 2,01 m | 2,04 m | 2,07 m | 2,10 m | 2,13 m | 2,16 m | Risultato | Punti  | Note                                     | Totale  |
| --- | ---------------------- | ----------- | ------ | ------ | ------ | ------ | ------ | ------ | ------ | ------ | ------ | ------ | ------ | ------ | ------ | ------ | --------- | ------ | ---------------------------------------- | ------- |
| 1   | Sander Skotheim        | Norvegia    | -      | -      | -      | -      | -      | -      | -      | o      | -      | xo     | o      | xxx    | o      | xxx    | 2,13 m    | 925 p. |                                          | 3649 p. |
| 2   | Heath Baldwin          | Stati Uniti | -      | -      | -      | -      | -      | -      | o      | -      | o      | o      | o      | xo     | xo     | xxx    | 2,13 m    | 925 p. | Miglior prestazione personale stagionale | 3503 p. |
| 3   | Till Steinforth        | Germania    | -      | -      | -      | -      | o      | o      | o      | o      | xxo    | xxx    |        |        |        |        | 2,01 m    | 813 p. | Miglior prestazione personale stagionale | 3472 p. |
| 4   | Johannes Erm           | Estonia     | -      | -      | -      | o      | -      | o      | o      | xo     | xxx    |        |        |        |        |        | 1,98 m    | 785 p. |                                          | 3497 p. |
| 5   | Risto Lillemets        | Estonia     | -      | -      | -      | -      | o      | o      | o      | xxx    |        |        |        |        |        |        | 1,95 m    | 758 p. |                                          | 3168 p. |
| 6   | Vilém Stráský          | Rep. Ceca   | -      | -      | -      | xo     | o      | xo     | o      | xxx    |        |        |        |        |        |        | 1,95 m    | 758 p. |                                          | 3268 p. |
| 7   | Tim Nowak              | Germania    | -      | -      | -      | -      | -      | xo     | xxo    | xxx    |        |        |        |        |        |        | 1,95 m    | 758 p. |                                          | 3558 p. |
| 8   | Yuma Maruyama          | Giappone    | -      | -      | -      | o      | o      | xo     | xxx    |        |        |        |        |        |        |        | 1,92 m    | 731 p. |                                          | 3135 p. |
| 9   | José Fernando Ferreira | Brasile     | -      | o      | -      | o      | xo     | xo     | xxx    |        |        |        |        |        |        |        | 1,92 m    | 731 p. |                                          | 3290 p. |
| 10  | Harrison Williams      | Stati Uniti | -      | -      | -      | xo     | xxo    | xxo    | xr     |        |        |        |        |        |        |        | 1,92 m    | 731 p. | Miglior prestazione personale stagionale | 3307 p. |
| 11  | Pedro de Oliveira      | Brasile     | -      | o      | -      | xxo    | xxo    | xxx    |        |        |        |        |        |        |        |        | 1.89 m    | 705 p. | Miglior prestazione personale stagionale | 3168 p. |
| 12  | Zsombor Gálpál         | Ungheria    | o      | xo     | xo     | xxo    | xxx    |        |        |        |        |        |        |        |        |        | 1.86 m    | 679 p. |                                          | 3111 p. |

### 60 metri ostacoli
La gara dei 60 metri ostacoli si è tenuta il 23 marzo alle 10:04.
| Pos | Batteria | Atleta                 | Nazionalità | Tempo | Punti   | Note                                     | Totale  |
| --- | -------- | ---------------------- | ----------- | ----- | ------- | ---------------------------------------- | ------- |
| 1   | 2        | Till Steinforth        | Germania    | 7"85  | 1020 p. |                                          | 4492 p. |
| 2   | 2        | Vilém Stráský          | Rep. Ceca   | 7"87  | 1015 p. | Miglior prestazione personale            | 4283 p. |
| 3   | 2        | Johannes Erm           | Estonia     | 7"91  | 1005 p. | Miglior prestazione personale            | 4502 p. |
| 4   | 2        | Sander Skotheim        | Norvegia    | 7"93  | 999 p.  | Miglior prestazione personale            | 4648 p. |
| 5   | 2        | Yuma Maruyama          | Giappone    | 7"93  | 999 p.  | Miglior prestazione personale            | 4134 p. |
| 6   | 2        | José Fernando Ferreira | Brasile     | 7"96  | 992 p.  |                                          | 4282 p. |
| 7   | 1        | Heath Baldwin          | Stati Uniti | 7"99  | 984 p.  | Miglior prestazione personale stagionale | 4487 p. |
| 8   | 1        | Pedro de Oliveira      | Brasile     | 8"04  | 972 p.  | Miglior prestazione personale            | 4140 p. |
| 9   | 1        | Zsombor Gálpál         | Ungheria    | 8"19  | 935 p.  |                                          | 4046 p. |
| 10  | 1        | Risto Lillemets        | Estonia     | 8"23  | 925 p.  |                                          | 4093 p. |
| 11  | 1        | Tim Nowak              | Germania    | 8"24  | 922 p.  |                                          | 4111 p. |
| 12  | 1        | Harrison Williams      | Stati Uniti | 8"50  | 860 p.  | Miglior prestazione personale stagionale | 4167 p. |

### Salto con l'asta
La gara del salto con l'asta si è tenuta il 23 marzo alle 11:31.
| Pos | Atleta                 | Nazionalità | 3, 70 m | 3, 80 m | 3,90 m | 4,00 m | 4,10 m | 4,20 m | 4,30 m | 4,40 m | 4,50 m | 4,60 m | 4,70 m | 4,80 m | 4,90 m | 5,00 m | 5,10 m | 5,20 m | 5,30 m | 5,40 m | 5,50 m | Risultato | Punti   | Note                                     | Totale  |
| --- | ---------------------- | ----------- | ------- | ------- | ------ | ------ | ------ | ------ | ------ | ------ | ------ | ------ | ------ | ------ | ------ | ------ | ------ | ------ | ------ | ------ | ------ | --------- | ------- | ---------------------------------------- | ------- |
| 1   | Johannes Erm           | Estonia     | -       | -       | -      | -      | -      | -      | -      | -      | -      | -      | -      | xo     | o      | o      | o      | xo     | xxo    | -      | xxx    | 5,30 m    | 1004 p. | Miglior prestazione personale stagionale | 5506 p. |
| 2   | Till Steinforth        | Germania    | -       | -       | -      | -      | -      | -      | -      | -      | -      | -      | -      | o      | o      | xo     | o      | o      | xxx    |        |        | 5,20 m    | 972 p.  | Miglior prestazione personale stagionale | 5464 p. |
| 3   | José Fernando Ferreira | Brasile     | -       | -       | -      | -      | -      | -      | -      | -      | o      | -      | xxo    | -      | o      | xxo    | o      | xo     | xxx    |        |        | 5,20 m    | 972 p.  | Miglior prestazione personale            | 5254 p. |
| 4   | Vilém Stráský          | Rep. Ceca   | -       | -       | -      | -      | -      | -      | -      | o      | -      | o      | o      | xo     | xo     | o      | xxx    |        |        |        |        | 5,00 m    | 910 p.  | Miglior prestazione personale            | 5193 p. |
| 5   | Tim Nowak              | Germania    | -       | -       | -      | -      | -      | -      | -      | -      | -      | -      | o      | o      | o      | xxo    | xxx    |        |        |        |        | 5,00 m    | 910 p.  |                                          | 5024 p. |
| 6   | Sander Skotheim        | Norvegia    | -       | -       | -      | -      | -      | -      | -      | -      | -      | xo     | o      | o      | o      | xxo    | xxx    |        |        |        |        | 5,00 m    | 910 p.  |                                          | 5558 p. |
| 7   | Risto Lillemets        | Estonia     | -       | -       | -      | -      | -      | -      | -      | -      | -      | -      | xo     | xo     | o      | xxx    |        |        |        |        |        | 4,90 m    | 880 p.  |                                          | 4973 p. |
| 8   | Heath Baldwin          | Stati Uniti | -       | -       | -      | -      | -      | -      | xo     | o      | o      | -      | o      | xo     | xxx    |        |        |        |        |        |        | 4,80 m    | 849 p.  |                                          | 5336 p. |
| 9   | Yuma Maruyama          | Giappone    | -       | -       | -      | -      | -      | -      | -      | -      | xo     | o      | o      | xxo    | xxx    |        |        |        |        |        |        | 4,80 m    | 849 p.  |                                          | 4983 p. |
| 10  | Zsombor Gálpál         | Ungheria    | -       | -       | -      | -      | -      | o      | xxx    |        |        |        |        |        |        |        |        |        |        |        |        | 4,20 m    | 673 p.  |                                          | 4719 p. |
| 11  | Pedro de Oliveira      | Brasile     | o       | -       | xxx    |        |        |        |        |        |        |        |        |        |        |        |        |        |        |        |        | 3,70 m    | 535 p.  |                                          | 4675 p. |
| 12  | Harrison Williams      | Stati Uniti | -       | -       | -      | -      | -      | -      | -      | -      | -      | -      | -      | -      | r      |        |        |        |        |        |        | nm        | 0 p.    |                                          | 4167 p. |

### 1000 metri piani
La gara dei 1000 metri piani è iniziata il 19 marzo alle ore 19:38.
| Pos | Atleta                 | Nazionalità | Tempo   | Punti  | Note                          | Totale  |
| --- | ---------------------- | ----------- | ------- | ------ | ----------------------------- | ------- |
| 1   | Johannes Erm           | Estonia     | 2'34"91 | 931 p. |                               | 6437 p. |
| 2   | Sander Skotheim        | Norvegia    | 2'36"08 | 917 p. |                               | 6475 p. |
| 3   | Tim Nowak              | Germania    | 2'36"36 | 914 p. |                               | 5935 p. |
| 4   | Vilém Stráský          | Rep. Ceca   | 2'36"65 | 911 p. |                               | 6104 p. |
| 5   | Risto Lillemets        | Estonia     | 2'38"23 | 893 p. |                               | 5866 p. |
| 6   | Heath Baldwin          | Stati Uniti | 2'41"95 | 852 p. | Miglior prestazione personale | 6188 p. |
| 7   | Pedro de Oliveira      | Brasile     | 2'44"04 | 829 p. | Miglior prestazione personale | 5504 p. |
| 8   | Zsombor Gálpál         | Ungheria    | 2'44"09 | 829 p. | Miglior prestazione personale | 5548 p. |
| 9   | Yuma Maruyama          | Giappone    | 2'44"54 | 824 p. | Miglior prestazione personale | 5807 p. |
| 10  | Till Steinforth        | Germania    | 2'45"69 | 811 p. |                               | 6275 p. |
| 11  | José Fernando Ferreira | Brasile     | 2'50"93 | 756 p. | Miglior prestazione personale | 6010 p. |
| 12  | Harrison Williams      | Stati Uniti | dns     | 0      |                               | dnf     |

### Riepilogo
Riepilogo delle sette gare e classifica finale.
| Pos | Atleta                 | Nazionalità | 60 m        | Lungo          | Peso           | Alto          | 60 m hs      | Asta           | 1000 m         | Punti   | Note                                     |
| --- | ---------------------- | ----------- | ----------- | -------------- | -------------- | ------------- | ------------ | -------------- | -------------- | ------- | ---------------------------------------- |
|     | Sander Skotheim        | Norvegia    | 6"97 893 p. | 8,00 m 1061 p. | 14,68 m 770 p. | 2,13 m 925 p. | 7"93 999 p.  | 5,00 m 910 p.  | 2'36"08 917 p. | 6475 p. |                                          |
|     | Johannes Erm           | Estonia     | 6"94 904 p. | 7,77 m 1002 p. | 15,27 m 806 p. | 1,98 m 785 p. | 7"91 1005 p. | 5,30 m 1004 p. | 2'34"91 931 p. | 6437 p. | Record nazionale                         |
|     | Till Steinforth        | Germania    | 6"82 947 p. | 7,61 m 962 p.  | 14,36 m 750 p. | 2,01 m 813 p. | 7"85 1020 p. | 5,20 m 972 p.  | 2'45"69 811 p. | 6275 p. |                                          |
| 4   | Heath Baldwin          | Stati Uniti | 7"04 868 p. | 7,19 m 859 p.  | 16,00 m 851 p. | 2,01 m 813 p. | 7"99 984 p.  | 4,80 m 849 p.  | 2'41"95 852 p. | 6188 p. | Miglior prestazione personale stagionale |
| 5   | Vilém Stráský          | Rep. Ceca   | 6"95 900 p. | 7,10 m 838 p.  | 14,71 m 772 p. | 1,95 m 758 p. | 7"87 1015 p. | 5,00 m 910 p.  | 2'36"65 911 p. | 6104 p. |                                          |
| 6   | José Fernando Ferreira | Brasile     | 6"94 904 p. | 7,64 m 896 p.  | 14,50 m 759 p. | 1,92 m 731 p. | 7"96 992 p.  | 5,20 m 972 p.  | 2'50"93 756 p. | 6010 p. | Record sudamericano                      |
| 7   | Tim Nowak              | Germania    | 7"25 796 p. | 7,20 m 862 p.  | 14,73 m 773 p. | 1,95 m 758 p. | 8"24 922 p.  | 5,00 m 910 p.  | 2'36"36 910 p. | 5935 p. | Miglior prestazione personale stagionale |
| 8   | Risto Lillemets        | Estonia     | 7"06 861 p. | 6,86 m 781 p.  | 14,64 m 768 p. | 1,95 m 758 p. | 8"23 925 p.  | 4,90 m 880 p.  | 2'38"23 893 p. | 5866 p. |                                          |
| 9   | Yuma Maruyama          | Giappone    | 7"04 868 p. | 6,86 m 781 p.  | 14,64 m 739 p. | 1,92 m 731 p. | 7"93 999 p.  | 4,80 m 849 p.  | 2'44"54 824 p. | 5807 p. |                                          |
| 10  | Zsombor Gálpál         | Ungheria    | 7"01 879 p. | 6,62 m 725 p.  | 15,63 m 828 p. | 1,86 m 679 p. | 8"19 935 p.  | 4,20 m 673 p.  | 2'44"09 829 p. | 5548 p. | Miglior prestazione personale            |
| 11. | Pedro de Oliveira      | Brasile     | 6"96 897 p. | 7,20 m 862 p.  | 13,61 m 704 p. | 1,89 m 705 p. | 8"04 972 p.  | 3,70 m 535 p.  | 2'44"04 829 p. | 5504 p. |                                          |
| -   | Harrison Williams      | Stati Uniti | 6"90 918 p. | 7,10 m 838 p.  | 15,49 m 820 p. | 1,92 m 731 p. | 8"50 860 p.  | nm 0 p.        | dns            | dnf     |                                          |